# Rheumaptera dubiferata
Rheumaptera dubiferata là một loài bướm đêm trong họ Geometridae.